# قزل قية عليا
قزل‌ قية عليا هي قرية في مقاطعة شاهين دج، إيران. عدد سكان هذه القرية هو 194 في سنة 2006.